# Sibianor tantulus
Sibianor tantulus är en spindelart som först beskrevs av Simon 1868.  Sibianor tantulus ingår i släktet Sibianor och familjen hoppspindlar. Inga underarter finns listade i Catalogue of Life.